# Alcala (Pangasinan)
Alcala é um município de terceira classe de renda municipal (d) na província Pangasinan, nas Filipinas. De acordo com o censo de 1 de maio  de  2020 possui uma população de 48 908pessoas e 11 999 domicílios.